# Tirà reial de Los Llanos
El tirà reial de Los Llanos (Phelpsia inornata) és un ocell de la família dels tirànids (Tyrannidae) i única espècie del gènere Phelpsia.

## Hàbitat i distribució
Sabanes, zones arbustives, pantans i terres de conreu, sovint a prop de l'aigua. Terres baixes fins als 500 m a l'oest i nord de Veneçuela.